# Clemmys guttata
La tortuga moteada (Clemmys guttata) es una especie de tortuga de la familia Emydidae endémica de Norteamérica. Esta pequeña tortuga semiacuática actualmente es el único miembro del género Clemmys. El caparazón de los adultos llega a medir entre 8 y 12 cm, es de color negro o negro azulado en la parte superior con motas amarillas redondas. Las motas amarillas también se extienden por la cabeza, cuello, cola y patas. Los machos y las hembras pueden diferenciarse por la forma de su plastrón y el color de sus ojos y barbilla.
Las tortugas moteadas son omnívoras y viven en una gran variedad de medios semiacuáticos, es decir, zonas de agua dulce poco profundas como los bosques inundables, pantanos, praderas húmedas, ciénagas y arroyos en los bosques del sur de Canadá (Ontario) y el este de Estados Unidos: al este de los Grandes lagos y de los Apalaches.

## Taxonomía
La tortuga moteada es la única especie del género Clemmys, que fue creado en 1828 por Ferdinand August Maria Franz von Ritgen. Johann Gottlob Schneider describió originalmente a la especie como Testudo guttatai en 1792; por ello es la autoridad citada para su actual nombre binomial, Clemmys guttata.
Hasta hace poco, el género Clemmys constaba de cuatro especies (tortuga de pantano, tortuga moteada, galápago occidental, y el galápago de bosque). Análisis genéticos recientes han revelado que la tortuga moteada es distinta de las otras tres especies. La tortuga de pantano y el galápago de bosque fueron trasladadas al género Glyptemys, mientras que el galápago occidental lo fue al género Actinemys. Esto hace que la tortuga moteada sea el único miembro del género Clemmys.
Clemmys guangxiensis es un taxón descrito de los especímenes de Mauremys mutica y los híbridos naturales Mauremys × iversoni.

## Descripción

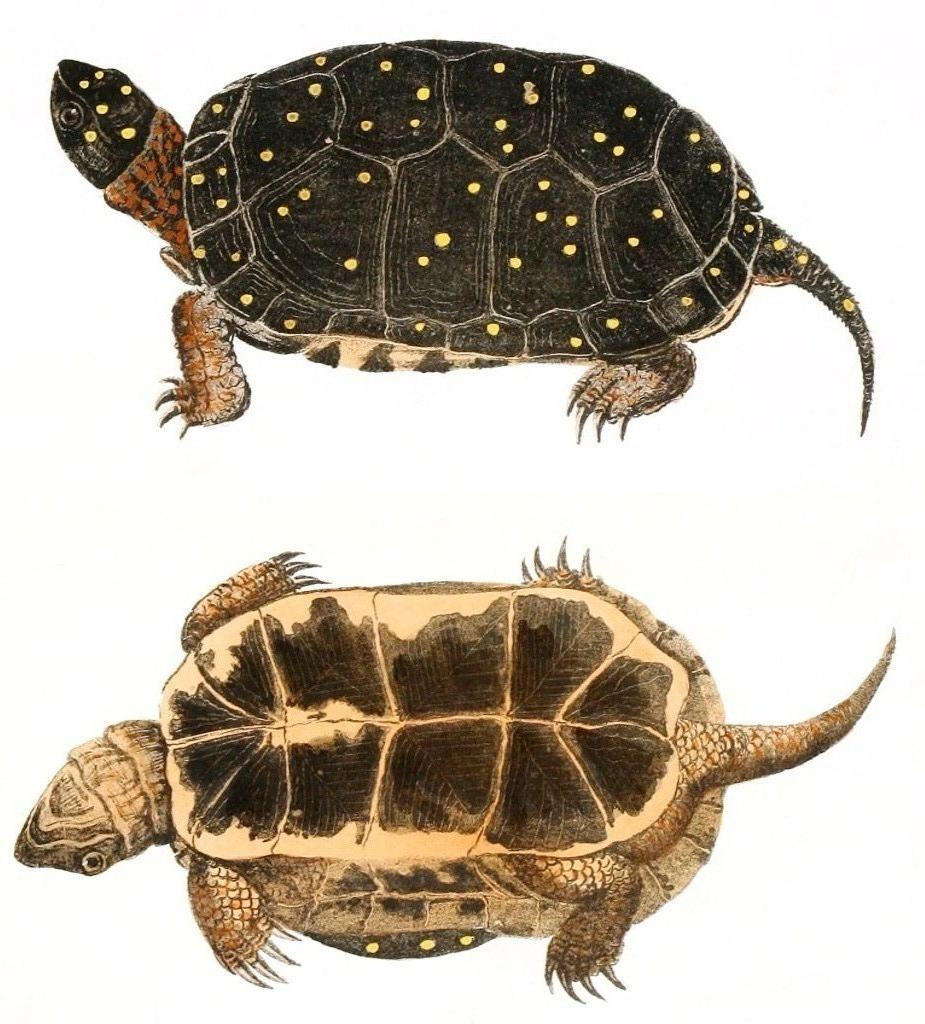
Dibujo de un adulto mostrando la parte superior y la inferior.

La tortuga moteada es pequeña y tiene la piel de color gris oscuro a negro. La parte superior de su caparazón es liso, no tiene ninguna protuberancia que lo recorra longitudinalmente en su parte central, y crecen hasta medir de 3,5 a 12,5. Tienen diseminadas motas amarillas redondeadas características de esta especie, en una cantidad que puede ir de un centenar hasta ninguna. Sin causa aparente se ha observado que la parte izquierda superior del caparazón suele tener más motas que la derecha. También tiene manchitas en la cabeza, el cuello y los miembros. La parte inferior del caparazón, el plastron, es amarillo o anaranjado con manchas negras en cada una de sus placas, estas manchas negras van creciendo con la edad, hasta que se vuelve totalmente negra.
La cabeza es negra y su mandíbulas son claras. A cada lado de la cabeza tiene dos manchas naranjas. además presentan varias rayas amarillas de diversos tamaños. La piel de las partes dorsales de la tortuga es negra con escasas motas amarillas mientras que la piel de las partes ventrales es más colorida, naranja, rosa o rojos. Estas zonas con pigmentación clara varía de color geográficamente, y la cola de algunos individuos tiene rayas amarillas. Los individuos del sur tienden a tener menos motas y más pequeñas que los del norte. El cariotipo de la tortuga moteada consta de 50 cromosomas.
Machos y hembras pueden distinguirse desde el nacimiento. El macho de la tortuga moteada tiene la barbilla bronceada, los ojos marrones y la cola larga y ancha. La barbilla de la hembra es amarilla, tiene los ojos de color naranja y su cola es más corta que la del macho. Además la parte inferior del caparazón de los machos es cóncava mientras que la de las hembras es plana o convexa. Las hembras crecen un poco más, como media, que los machos y tienen más motas.
Los recién nacidos se parecen mucho a los adultos pero cada placa de la parte superior de su caparazón tiene una sola mota amarilla.

## Distribución

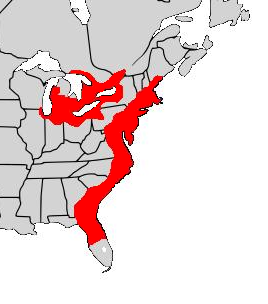
En rojo el área de distribución.

La tortuga moteada se extiende desde el sur de Maine, Quebec y Ontario, hacia el sur por el este de Estados Unidos hasta Florida en el este e Indiana y Ohio en el oeste. Hay poblaciones apartadas en la parte canadiense del área de distribución y también en el centro de Illinois y Georgia, el norte y el sur de Carolina, e Indiana. En Indiana e Illinois, la especie se encuentra solo en la porción norte de los estados pero se encuentra en la mayoría de la parte península inferior del Míchigan. Su distribución en Ohio está muy fragmentada y solo cubre dos tercios del estado.
La tortuga moteada ocupa una variada espectro de hábitats, como los pantanos, ciénagas, marismas, arroyos forestales y pastizales húmedos. Además puede vivir en las corrientes salobres influenciadas por las mareas, además de acequias, pozas estacionales, y praderas de juncos. Para que esta tortuga pueda sobrevivir en un hábitat debe tener zonas con suelos blandos y al menos algo de vegetación acuática. Un hábitat óptimo contendría corrientes lentas de agua y con fondos poco profundos de fondo arcillosos, matas de juncos, nenúfares, musgos de turbera y eneas. A menudo se encuentre en zonas que contienen lentejas de agua donde sus motas le sirven de camuflaje. Las tortugas moteadas evitan los embalses y las aguas abiertas y profundas.
Las tortugas moteadas pasan gran parte de su tiempo en tierra, y se calientan tomando el sol en zonas de hierba junto a los cuerpos de agua. Las hembras durante la época de anidamiento se desplazan a tierra para poner sus huevos en un suelo soleado. El anidamiento también se puede realizar en otros emplazamientos terrestres, como por ejemplo los diques realizados por el hombre o los nidos de las ratas almizcleras.

### Características de la población
Aunque se ha observado a la tortuga moteada en Quebec, no existe una población permanente allí. Se han descubierto 104 poblaciones en Ontario. La mayoría de ellas concentradas alrededor de la bahía Georgian, en la costa norte del lago Erie, y en el sudeste de Ontario. De los 104 lugares registrados, se sabe que 36 ya no tienen tortugas moteadas.
A pesar del tamaño aparentemente grande de la población de Canadá, muchas de ellas no se sostienen por ellas mismas porque la mayoría de las poblaciones son pequeñas, de menos de 200 individuos, y están aisladas unas de otras. En total se estima que viven en Canadá entre 1000 a 2000 tortugas moteadas, sin embargo al desaparecer poblaciones individuales este número está disminuyendo.
El área de distribución de la tortuga moteada solapa con el de otras muchas tortugas. Puede encontrarse en las mismas zonas húmedas que el galápago de bosque, el galápago de Muhlenberg, la tortuga mordedora, tortuga pintadas, la tortuga de Blanding, la tortuga caja oriental, la tortuga apestosa común y la tortuga de ciénaga común.

## Ecología y comportamiento
La tortuga moteada es una de las especies cuyo sexo se determina por la temperatura en la que son incubadas. Algunos investigadores han afirmado que el calentamiento global podría impactar negativamente en la relación de sexos en sus poblaciones.
Durante los fríos del invierno y durante las épocas de extremado calor del verano las tortugas moteadas permanecen inactivas. Sin embargo la especie parece tolerar relativamente bien las condiciones de sequía. Las tortugas moteadas empiezan a estar activas al principio de la primavera, y a menudo están activas en las relativamente frías aguas de esa estación. La actividad tiene su apogeo durante abril y mayo en la parte norte de su área de distribución. En las épocas más calurosas del verano (cuando las temperaturas sobrepasan los 30 °C) las tortugas se aletargan tanto en tierra como en el medio acuático. Durante el letargo estival las tortugas se pueden enterrar entre la hojarasca de los bosques, los bordes de las ciénagas o los campos abiertos, otras permanecen en las madrigueras de las ratas almizcleras y otros refugios acuáticos. Litzgus y Brooks (2000) han cuestionado la suposición general de que el letargo estival de las tortugas sea para evitar las altas temperaturas, ya que los datos de Ontario y en otros lugares sugieren que evitar a los depredadores y conservar energías son explicaciones alternativas viables. El periodo de letargo «invernal» puede empezar al final del verano o el otoño, y en casi todos los casos regresan a los hábitats acuáticos.

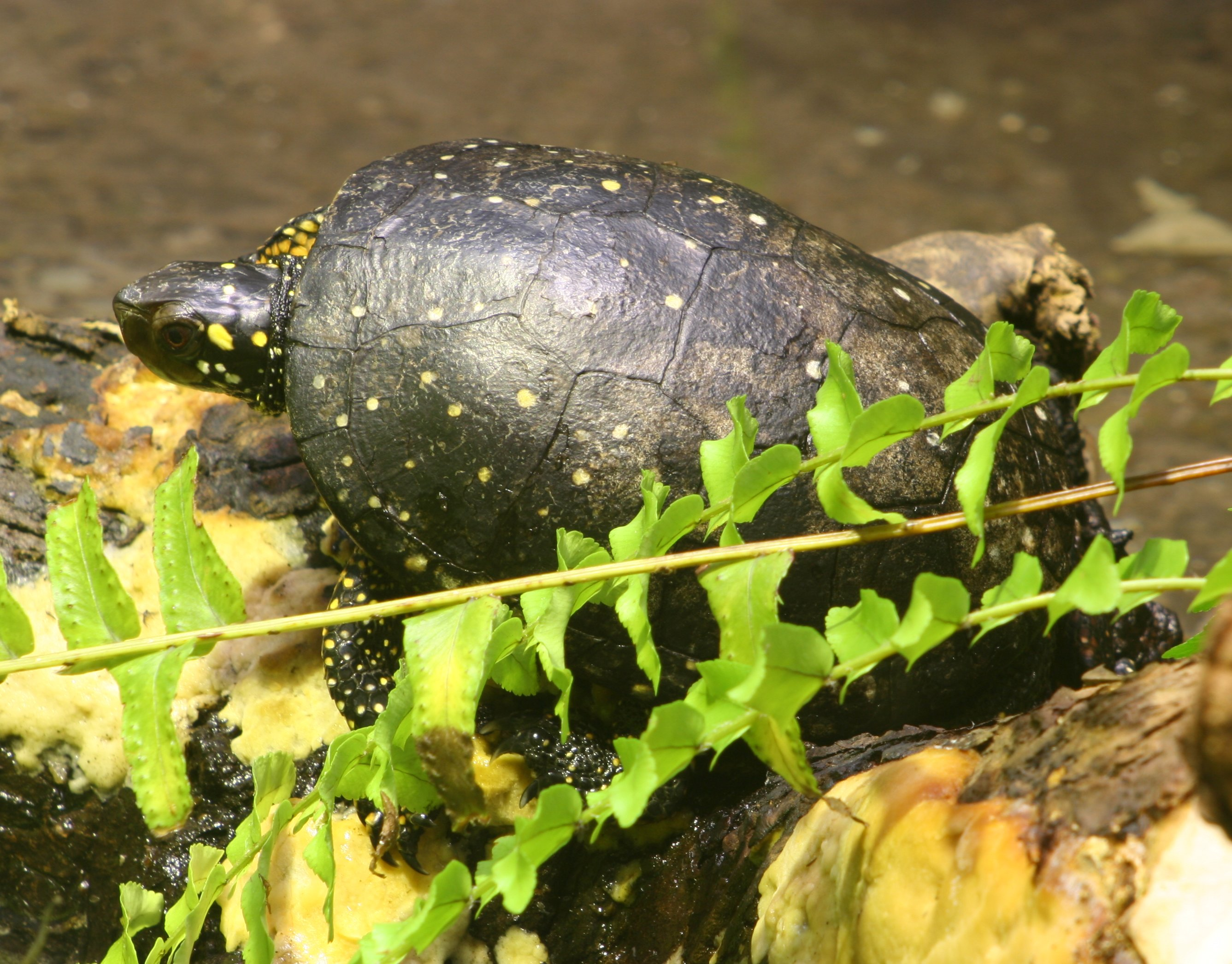
Ejemplar entre la vegetación acuática.

Los territorios de las tortugas moteadas suelen ocupar entre 0,5 y 3,5 hectáreas. Debido a su tamaño estas pequeñas tortugas son muy vulnerables a los depredadores, en particular durante sus desplazamientos terrestres. Muchos ejemplares presentan mutilaciones y heridas debidas a ataques de depredadores. Los mapaches (Procyon lotor) son particularmente aficionados a alimentarse de esta especie. Se ha observado que las tortugas moteadas enterrarse en el barro del fondo de las charcas cuando se las sorprende tomando el sol. Las ratas almizcleras matan a muchas tortugas moteadas mientras están hibernado.

### Alimentación
La tortuga moteada es omnívora y se alimenta casi exclusivamente en el agua. Se alimenta a temperaturas medias superiores a 14,2 °C, que en su área de distribución se alcanzan aproximadamente a mediados de marzo hasta septiembre. Consume materia vegetal como plantas acuáticas, algas, y al menos en una ocasión uva de oso. Es un cazador activo que busca presas en el agua metiendo su cabeza entre las plantas acuáticas. Entre sus presas se incluyen las larvas de insectos acuáticos, lombrices, babosas, milpies, arañas, crustáceos, renacuajos, salamandras, varios tipos de pequeños peces e incluso patitos. Pueden consumir presas que han matado o carroña que encuentran, principalmente en el agua. Alguno de los insectos que se han encontrado en el estómago de las tortugas moteadas son terrestres, lo que indica que algunas veces cazan en tierra. En cautividad estas tortugas pueden comer fruta como melón o sandía y pescado fresco o enlatado.

## Conservación
En Canadá la tortuga moteada está catalogada federalmente como en peligro de extinción, mientras que en Estados Unidos la tortuga moteada no está en la listada en la ley federal de especies en peligro, aunque sí lo está en la lista roja de especies de la IUCN.
La destrucción de hábitat y su recolección para el tráfico ilegal de mascotas son las dos principales causas para el declive de sus poblaciones.